# Uターン現象
Uターン現象（ユーターンげんしょう）とは、人口還流現象のひとつで、地方から都市部へ移住した者が再び地方の生まれ故郷に戻る現象。人の流れを地図上に見立ててアルファベットのUの字を描くような移動のためにこう呼ばれる。

## 概説
挙家離村により農村部の過疎化が進み、都市部の過密化が進むことの反対の現象。都市問題による都市環境の悪化が原因と言われている。1975年から1985年頃まで、地方圏においては、高度成長期を通じて流出が続いた人口が再び増加する現象がみられた。これについて、年齢別のデータとその解説が社会事情データ図録のページにある。

## Uターン現象を巡る問題
かつては過疎地において安定した働き口であったのは町村役場、農業協同組合、商工会・商工会議所などの団体であった。
1. これら団体は安定している（つぶれる心配がなく、希望すれば定年まで勤められる）。
2. 待遇は田舎の中では満足できる水準にある。
3. 小規模なら農家との兼業も可能であり、仕事を続けながら先祖から受け継いだ田畑を守っていくことも可能であった。
4. 地域の濃厚な人間関係を基に、縁故が利く世界であった。
5. 町村議会議員（特に自民党会派）・区長会長経験者等の地域の有力者が仲介、口利き等の役割を果たす。

これらは、Uターン者にとっても一般の民間企業に比べて極めて恵まれた働き口と言えた。ところが、これらの団体は合併により、出先機関の整理統合・規模機能の縮小を進めており、新規採用どころではなくなっている。仮に、新規採用があっても、職場は遠く離れた都市部ということも珍しくない。今後、田舎において、雇用の拡大が見込めるのは病院や高齢者福祉介護施設くらいであろうといわれている。郵便局も田舎では安定した職場であったが、合理化により田舎での就職は今後ますます難しくなってくることが予想される。口利きも行きすぎると、汚職などの刑事事件に発展しかねない。